# Fiorenza Marchegiani
Fiorenza Marchegiani (Osimo, 31 luglio 1953) è un'attrice italiana.
È la madre del calciatore Filippo Maria Scardina (1992), che ha giocato nella Roma.

## Biografia
Esordisce in teatro allo Stabile di Genova, recitando in La foresta, di Ostrovskij, e in I due gemelli veneziani di Goldoni, diretta da Luigi Squarzina. Nel 1981 dopo qualche apparizione in serie televisive della Rai ottiene successo nel cinema interpretando Marta nel primo film di Massimo Troisi, Ricomincio da tre. Nel 1982 recita in altri due film, per proseguire la sua carriera prevalentemente in televisione ma alternandosi con cinema e teatro.
L'avvicinarsi degli anni 2000 la porta per un breve periodo a partecipare a piccoli ruoli in La seconda volta non si scorda mai e in Natale a New York, dove interpreta la moglie del personaggio di Christian De Sica. Dal 1999 interpreta Letizia Visconti Gherardi all'interno della soap opera Vivere. Nel 2002 partecipa alla soap Incantesimo, dove interpreta Giancarla Morante. Nel 2009 partecipa ad alcuni episodi della serie TV Distretto di Polizia, nel ruolo di Silvia Castelli, nel 2011 ha interpretato il ruolo di Betta in “un amore e una vendetta” al fianco di Anna Valle e Alessandro Preziosi, mentre dal 2012 al 2015 partecipa alla serie TV Le tre rose di Eva, interpretando Livia Monforte.

## Filmografia

### Cinema
- Ricomincio da tre, regia di Massimo Troisi (1981)
- Delitti, amore e gelosia, regia di Luciano Secchi (1982)
- Scusa se è poco, regia di Marco Vicario (1982)
- Notturno, regia di Giorgio Bontempi (1983)
- D'Annunzio, regia di Sergio Nasca (1985)
- Via Paradiso, regia di Luciano Odorisio (1988)
- Luisa, Carla, Lorenza e... le affettuose lontananze, regia di Sergio Rossi (1989)
- Caldo soffocante, regia di Giovanna Gagliardo (1991)
- Voglio stare sotto al letto, regia di Bruno Colella (1999)
- Natale a New York, regia di Neri Parenti (2006)
- La seconda volta non si scorda mai, regia di Francesco Ranieri Martinotti (2008)

### Televisione
- La foresta, con Tullio Solenghi, Gino Pernice, Fiorenza Marchegiani, Eros Pagni, Lina Volonghi, Adolfo Geri, Wanda Benedetti, regia di Luigi Squarzina, trasmessa il 3 novembre 1979.
- Delitto in piazza – miniserie TV (1980)
- Adua, regia di Dante Guardamagna – miniserie TV (1981)
- Il fascino dell'insolito – miniserie TV, episodi Veglia al morto (1980) e La cosa sulla soglia (1982)
- Storia di Anna – miniserie TV (1981)
- La biondina – film TV (1982)
- Delitto e castigo, regia di Mario Missiroli – miniserie TV (1983)
- Olga e i suoi figli – miniserie TV (1985)
- Aeroporto internazionale – serie TV (1987)
- Il giudice istruttore – serie TV (1990)
- I ragazzi del muretto – serie TV (1991-1996)
- Racket – miniserie TV (1997)
- Morte di una ragazza perbene – miniserie TV (1999)
- Incantesimo – serial TV (2002)
- Vivere – serial TV (1999-2005)
- Sospetti – serie TV (2003)
- Elisa di Rivombrosa – serie TV (2005)
- Distretto di Polizia – serie TV, 6 episodi (2009)
- Un caso di coscienza – serie TV (2011)
- Un amore e una vendetta – serie TV (2011)
- Il tredicesimo apostolo – serie TV (2011)
- Le tre rose di Eva – serie TV, 40 episodi (2012-2015)
- I bastardi di Pizzofalcone – serie TV (2023)